# Norfolk (Virginia)
Norfolk is een stad in de staat Virginia in het oosten van de Verenigde Staten.

## Geografie
In 2010 woonden hier 242.803 mensen. De stad ligt aan de natuurlijke haven Elizabeth Rivier en maakt deel uit van de Hampton Roads, een groot metropolitaan gebied.
Naval Station Norfolk is een belangrijke oorlogshaven, onder andere voor de NAVO.
De Old Dominion-universiteit is gevestigd in Norfolk.

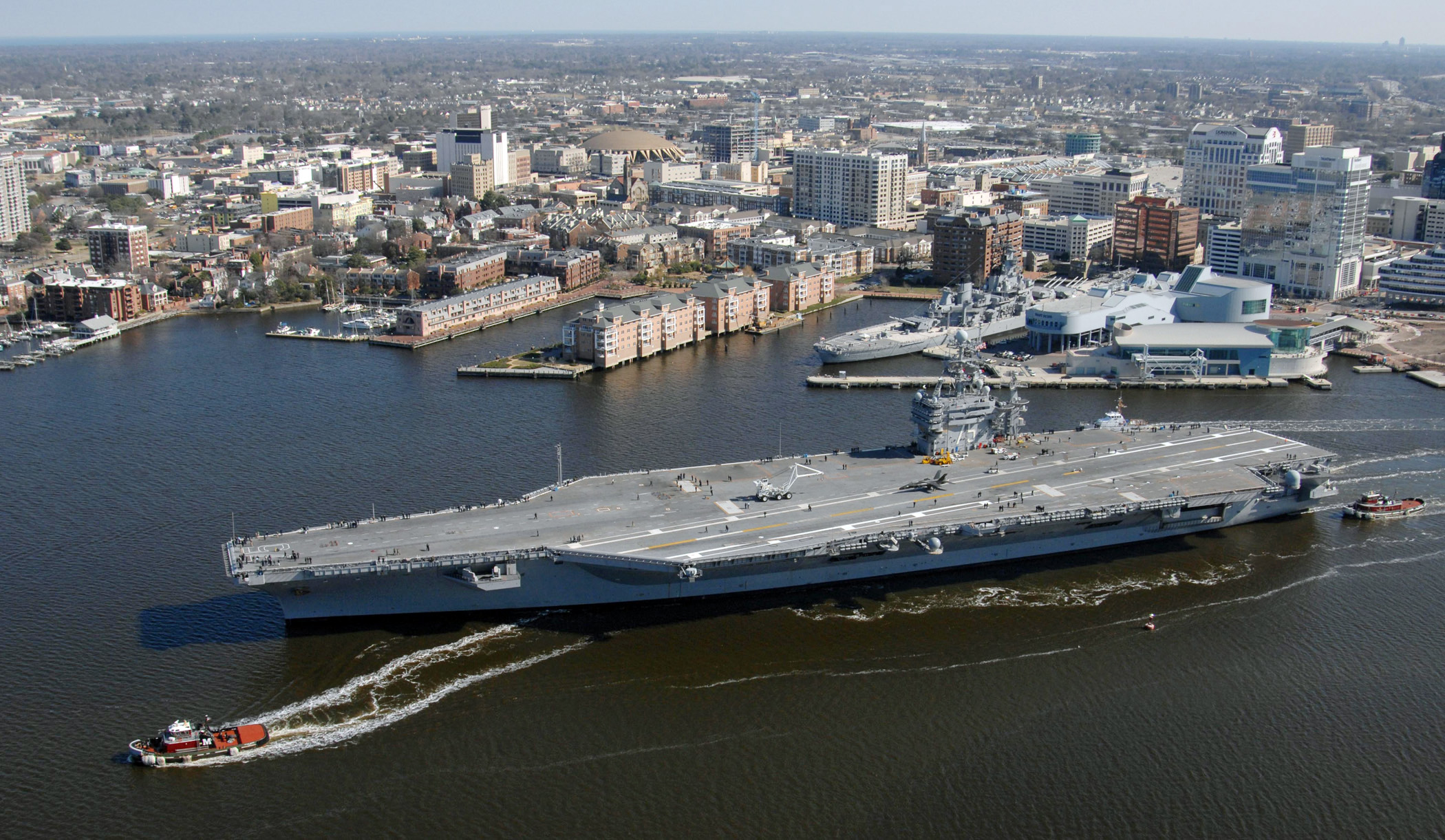
De USS Harry Truman arriveert in Norfolk

## Demografie
Van de bevolking is 10,9 % ouder dan 65 jaar en bestaat voor 30,2 % uit eenpersoonshuishoudens. De werkloosheid bedraagt 4,2 % (cijfers volkstelling 2000).
Ongeveer 3,8 % van de bevolking van Norfolk bestaat uit hispanics en latino's, 44,1 % is van Afrikaanse oorsprong en 2,8 % van Aziatische oorsprong.
Het aantal inwoners daalde van 261.250 in 1990 naar 234.403 in 2000.

## Klimaat
In januari is de gemiddelde temperatuur 3,9 °C, in juli is dat 25,7 °C. Jaarlijks valt er gemiddeld 1133,9 mm neerslag (gegevens op basis van de meetperiode 1961-1990).

## Bekende inwoners van Norfolk

### Geboren
- Richard Dale (1756–1826), officier in de Amerikaanse Marine
- Joseph Jenkins Roberts (1809–1876), Liberiaans staatsman
- Murray Leinster (1896–1975), schrijver van westerns, sciencefiction en alternatieve geschiedenissen
- Pearl Eaton (1898–1958), actrice, zangeres, schrijfster en model
- Robert Walter Johnson (1899–1971), arts
- Mary Eaton (1901–1948), actrice, zangeres, schrijfster en model
- Jimmy Archey (1902–1967), jazz-trombonist
- Ella Baker (1903-1986), burgerechtenactiviste
- Doris Eaton (1904–2010), actrice, zangeres, schrijfster en model
- Margaret Sullavan (1909-1960), actrice
- Joe Weatherly (1922–1964), autocoureur
- Frank Sturgis (1924–1993), een van de vijf Watergate-inbrekers
- Leah Ray (1925–1999), zangeres uit het bigband-tijdperk en actrice
- Ray Copeland (1926–1984), jazztrompettist van de swing en de modernjazz, componist en muziekpedagoog
- Keely Smith (1928–2017), pop- en jazzzangeres
- Lewis Binford (1930–2011), archeoloog
- Gene Vincent (1935-1971), zanger
- James Joseph Dresnok (1941–2016), Amerikaans militair, Noord-Koreaanse leraar Engels, vertaler en acteur
- Clarence Clemons (1942-2011), saxofonist (Bruce Springsteen 's E Street Band)
- Wayne Newton (1942), zanger, entertainer
- Tim Reid (1944), acteur, komiek, regisseur en producent
- Jodi Rell (1946-2024), Republikeins politica en gouverneur van Connecticut
- Steve Bannon (1953), zakenman en politicus
- Stephen Bogardus (1954), acteur
- John Wesley Shipp (1955), acteur
- Curtis Strange (1955), golfer
- Fred Ottman (1956), professioneel worstelaar
- Ricky Rudd (1956), autocoureur
- Peter Wisoff (1958), astronaut
- Veanne Cox (1963), actrice
- Rob Estes (1963), acteur
- Pernell Whitaker (1964–2019), bokser
- Gary Fleder (1965), filmregisseur
- Rhea Seehorn (1972), actrice
- Timbaland (1972), muzikant en muziekproducent
- Patrick Wilson (1973), acteur en zanger
- Nate Parker (1979), acteur, scenarioschrijver, filmproducent en filmregisseur
- Emmy Raver-Lampman (1988), theater- en televisieactrice
- Grant Gustin (1990), acteur